# Pudêncio
Pudêncio ou Prudente foi um dos primeiros cristãos, um santo e um mártir. Ele também é contado entre os Setenta Discípulos.

## História
Ele é mencionado como um leigo da igreja antiga em «Procura vir antes do inverno. Êubulo, Prudente, Lino, Cláudio e todos os irmãos te saúdam.» (2 Timóteo 4:21). De acordo com a tradição cristã, ele hospedou Pedro e foi por ele batizado, terminando seus dias martirizado por ordem do imperador romano Nero (r. 54 - 68 d.C.).
Acredita-se também que ele tenha sido filho de Quintus Cornelius Pudens, um senador romano e que tenha tido dois filhos, Novato e Timóteo, e duas filhas, Praxedes e Pudenciana, todos santos. Porém, a existência de suas duas filhas é atestada somente pela existência de duas antigas igrejas em Roma, Santa Prassede e Santa Pudenziana.
Os atos do sínodo do Papa Símaco (499 d.C.) mostram a existência de um titulus Pudentis, uma igreja com a autoridade para ministrar os sacramentos e que também era conhecida como ecclesia Pudentiana, o que poderia explicar a origem do nome de Pudenciana.